# Fairchild XSM-73 Goose
Il Fairchild XSM-73 Goose (in origine Bull Goose - "oca") era un prototipo pensato per la United States Air Force per svolgere le funzioni di "esca" - inganno radar. Fu progettato per imitare gli echi radar dei bombardieri B-36 Peacekeeper, B-47 Stratojet o B-52 Stratofortress dello Strategic Air Command, con lo scopo di disperdere le forze della difesa aerea dell'Unione Sovietica, generando falsi bersagli durante un attacco strategico.

## Storia del progetto
Nel 1949 la RAND Corporation stilò un rapporto designato "Strategic Bombing Systems Analysis" in cui chiedeva l'utilizzo di appositi missili "civetta" (decoy) al fine di difendere i bombardieri strategici quando erano in volo.
Verso la fine del dicembre 1952 l'U.S. Air Force iniziò a studiare un nuovo tipo di missile esca a lungo raggio, con decollo da terra, e nel marzo 1953 emise il General Operational Requirement (GOR) 16. Con il nuovo mezzo si intendeva saturare le difese aeree avversarie, al fine di aumentare le possibilità di penetrazione dei bombardieri strategici dello Strategic Air Command. Il missile doveva avere un'autonomia di 7 400 km a una velocità di Mach 0,85 alla quota di 15 000 m, trasportando un carico utile formato da riflettori per aumentare la riflettività radar, del peso di 227 kg. Dopo aver percorso 4 700 km il decoy doveva iniziare a operare come missile civetta, simulando il comportamento in volo dei bombardieri B-36 Peacekeeper, B-47 Stratojet o B-52 Stratofortress negli ultimi 2 700 km. Il 50% dei missili doveva essere lanciato nella prima ora di allarme, mentre il restante nell'ora successiva, e si prevedeva che l'85% dei missili dovesse arrivare a 185 km dal bersaglio in condizioni di assenza di vento.
Il progetto venne identificato dall'Air Material Command (AMC) con la sigla MX-2223, e nel luglio 1954 ottennero contratti di sviluppo la Convair e la Fairchild che, nel dicembre 1955 fu proclamata vincitrice del concorso con il suo XSM-73 Bull Goose.
Il programma SM-73, noto ufficialmente come Weapon Systems 123 (WS 123), venne avviato nel 1957 e la ditta subappaltò la costruzione della cellula alla Paul Omohundro, ditta specializzata nella fabbricazione di componentistica in fibra di vetro.

## Tecnica

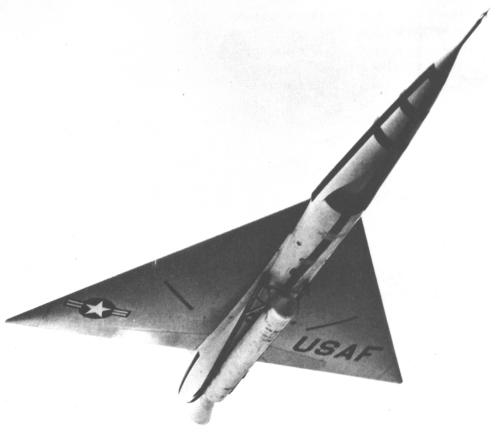
Il XSM-73 Goose in volo. Visibile il razzo booster per il decollo

Si trattava di un velivolo senza pilota dotato di ala a delta in posizione media, senza superfici orizzontali di coda.  La propulsione era affidata a un turbogetto Fairchild YJ83-R-3 erogante la potenza di 10,9 kN di spinta, che prendeva l’aria da una presa ventrale. Per il decollo dalla rampa vi era un booster Thiokol a propellente solido da 222 kN di spinta per la durata da 3 s. L’autonomia massima era di 8 850 km. Il peso complessivo, compreso il booster, era di 4 000 kg, e il velivolo era dotato di un sistema di guida preprogrammato stabilizzato da giroscopi. I riflettori radar erano posti all'interno della fusoliera, dove si potevano imbarcare equipaggiamenti elettronici per la guerra elettronica e per l'intensificazione dell'eco radar.
Il condizioni di allarme il missile poteva essere lanciato in due minuti se i giroscopi erano già allineati, mentre i sistemi elettronici potevano richiedere, tra una ispezione e l’altra, 60 giorni. Le ispezioni al motore si potevano tenere dopo 28 giorno l'una dall'altra.  Dopo 4 650 km (2 500 nm)  l'SM-73 iniziava a simulare un bombardiere B-47 Stratojet o B-52 Stratofortress mantenendo tale ruolo per i successivi 2 780 km (1 500 nm) di volo.

## Impiego operativo

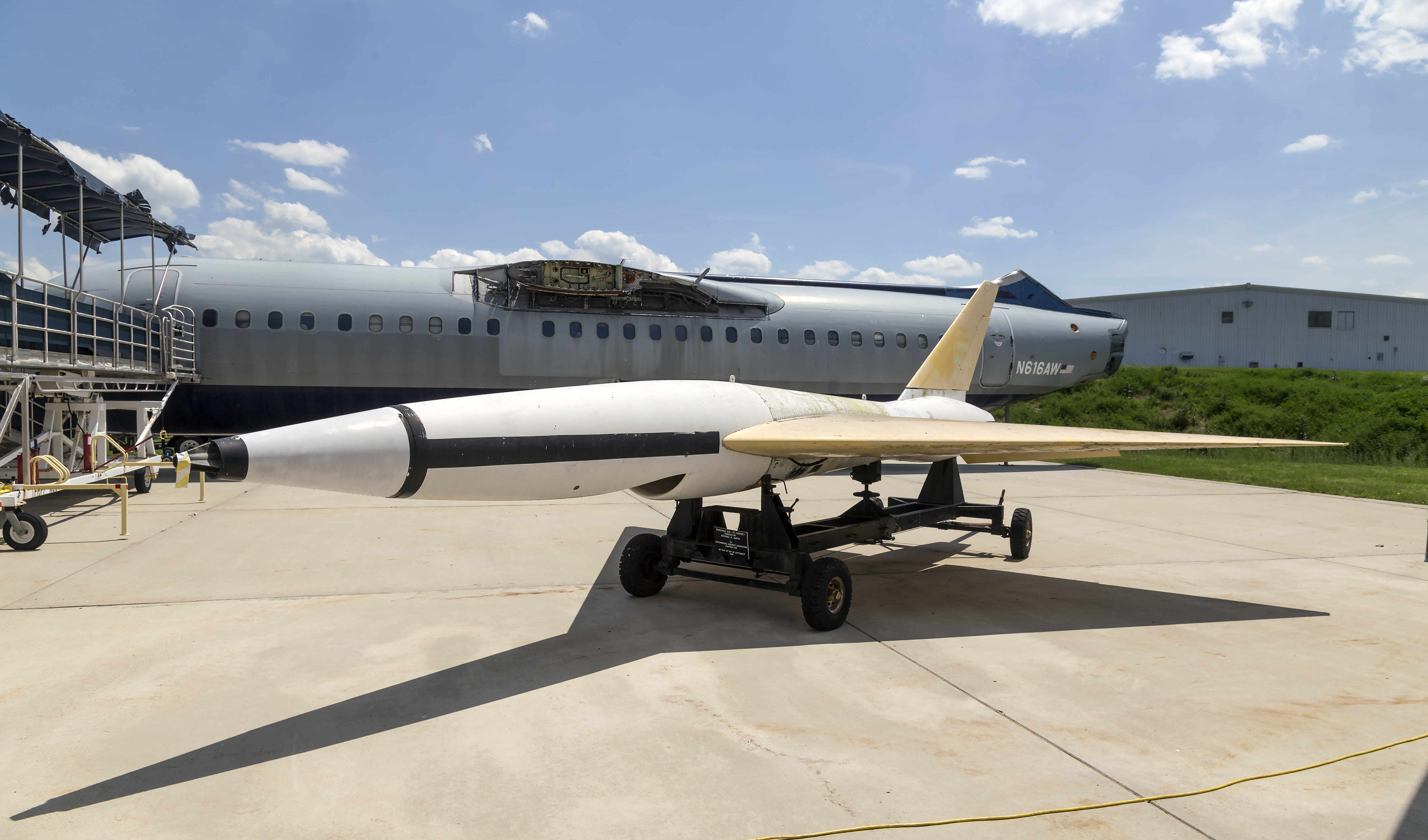
Un esemplare di XSM-73 Goose esposto presso Hagerstown Aviation Museum, in Maryland

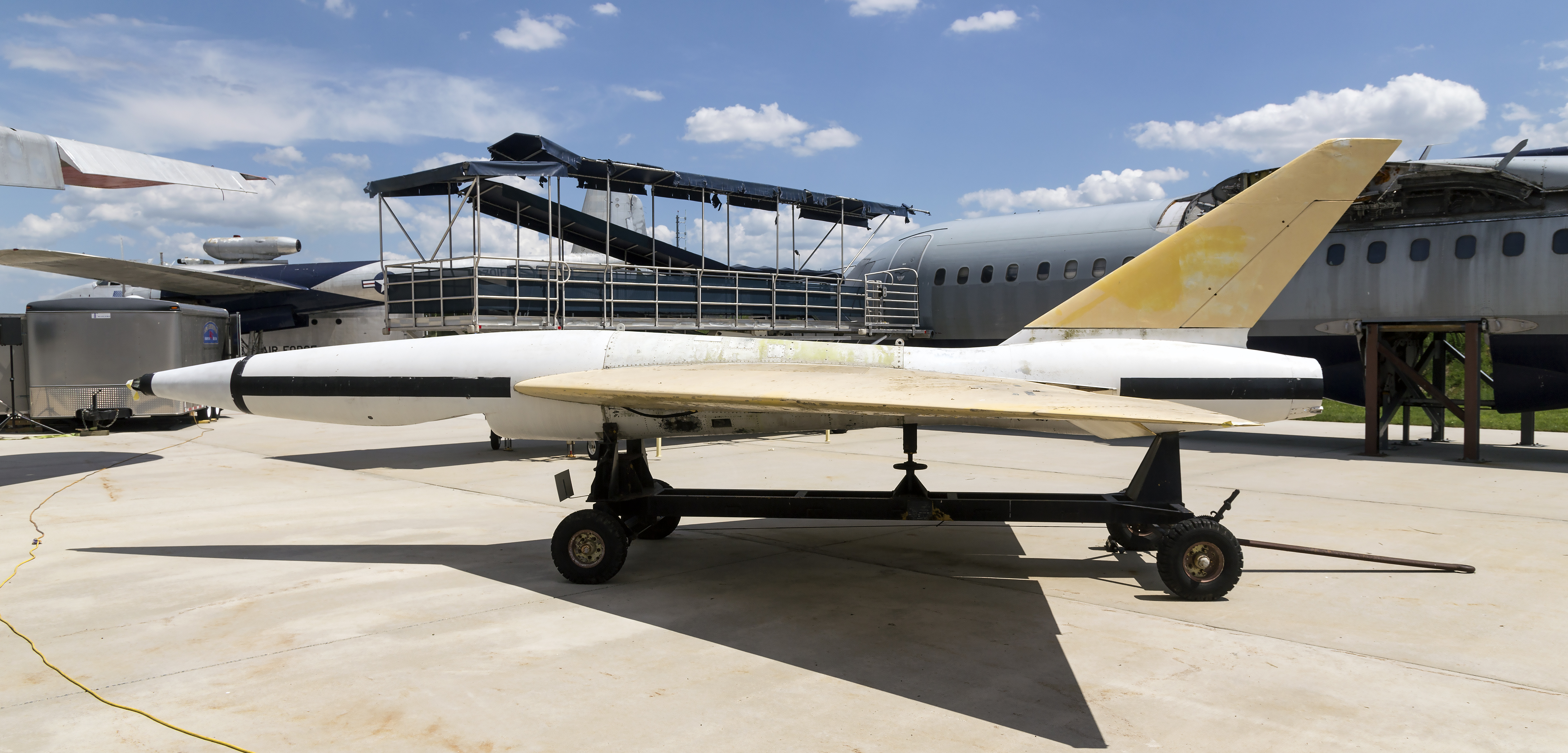
Ulteriore vista dello stesso esemplare

Nel 1957 iniziarono i primi collaudi ad alta velocità, tenutisi sulla Holloman AFB (Nuovo Messico), effettuati tramite l’utilizzo di una slitta a razzo. Nel successivo mese di giugno incominciarono le prove di volo sull’Atlantic Missile Range sito sulla Patrick AFB (Florida), posizionata vicino al poligono di Cape Canaveral. Su questa base aerea vennero costruite due apposite piazzole di lancio e i test incominciarono nel marzo 1957, terminando nel dicembre 1958 dopo che erano stati effettuati venti lanci sperimentali, di cui i primi cinque coronati da successo, mentre i rimanenti misero in luce tutta una serie di difetti, quasi sempre dovuti al propulsore prescelto.
Il piano di utilizzo del sistema d'arma prevedeva la realizzazione di 2 328 esemplari, oltre a 53 da destinare alle sperimentazioni di volo, che dovevano equipaggiare dieci squadron missilistici. Nel 1958 iniziarono i lavori di costruzione delle prime basi di lancio, a Duluth (Minnesota) ed Ethan Allen (Vermont, mentre l'inizio del dispiegamento operativo era previsto per il 1961, e termine nel 1963.
A causa degli insormontabili problemi dovuti allo sviluppo del missile e dei suoi sottosistemi emersi durante i collaudi di volo, nel novembre 1958 si chiuse lo sviluppo del propulsore YJ83, e il mese seguente il programma fu cancellato, in quanto il missile non riusciva a simulare un B-52 in volo,  e inoltre erano emersi problemi di incollaggio alla fibra di vetro delle ali. A quell’epoca, per sole 28,5 ore di volo erano stati spesi 70 milioni di dollari.

## Utilizzatori
Stati Uniti
- U.S. Air Force

### Annotazioni
1. ↑  Il velivolo senza pilota progettato dalla Convair era dotato di fusoliera circolare, ala a freccia di 35° con pod alle estremità e coda, con impennaggi a farfalla. La fusoliera era suddivisa in quattro sezioni, con la prima frontale e la terza realizzate in fibra di vetro. All'interno di queste si trovavano, parzialmente inseriti nei serbatoi di carburante, alcuni riflettori metallici a forma di triedro, con lo scopo di aumentare la segnatura radar del missile. Ulteriori riflettori erano posizionati nei pod alle estremità alari, al fine che tutto il sistema generasse un'eco di ritorno radar paragonabile a un bombardiere di grandi dimensioni. Le ali, la sezione centrale della fusoliera (contenente le apparecchiature elettroniche) la sezione di coda e gli impennaggi erano costruiti in alluminio. Il motore previsto era il turbogetto francese Turbomeca Marboré, prodotto su licenza dalla Teledyne come J-69, e il peso massimo raggiungeva i 3 400 kg. Durante la missione il sistema d'arma prevedeva l'utilizzo di chaff e riflettori radar attivi.
2. ↑  Si trattava delle numero 21 e 22.

### Fonti
1. ↑  Fiorini 2013, p. 82.
2. 1 2 3 4 5 6 7  Fiorini 2013, p. 83.
3. 1 2 3 4 5 6 7  Werrell 1985, p. 124.
4. ↑  SM-73 Bull Goose, 1997 Web Page by the Federation of American Scientists, , retrieved November 10, 2007.
5. 1 2 3 4 5 6 7 8 9 10 11 12 13  Fiorini 2013, p. 84.
6. 1 2 3 4 5  Designation Systems.
7. ↑  (EN) National Museum of the USAF, Fact Sheet FAIRCHILD B-73 BULL GOOSE, su nationalmuseum.af.mil, www.nationalmuseum.af.mil. URL consultato il 28 gennaio 2007 (archiviato dall'url originale il 19 ottobre 2012).
8. 1 2  Fiorini 2013, p. 85.
9. 1 2  Werrell 1985, p. 125.

### Periodici
- Mauro Fiorni, I missili Decoy, in Rivista Italiana Difesa, n. 9, Chiavari, Giornalistica Riviera Soc. Coop. s.r.l., settembre 2013,  pp. 82-97.